# Finongan jezik
Finongan jezik (ISO 639-3: fag; finungwa, finungwan), transnovogvinejski jezik iz papuanovogvinejske provincije Morobe. Govori ga oko 1 300 ljudi (2002 SIL), od kojih je svega 3% monolingualnih. Rabi se kod kuće, unutar vlastite zajednice i u crkvi. U upotrebi je i tok pisin [tpi], a neki znaju i engleski [eng].
Finongan je podkalsificiran erapskoj podskupini finisterrskih jezika

## Vanjske poveznice
- Ethnologue (14th)
- Ethnologue (15th)
- The Finongan Language